# توماس كونفر
توماس كونفر (بالإنجليزية: Thomas Conover)‏ هو ضابط أمريكي، ولد في 1794 في نيوجيرسي في الولايات المتحدة، وتوفي في 1864.